# Desmazerija
Desmazerija (ljuljolika; lat. Desmazeria),  biljni rod iz porodice travovki raširen po Sredozemlju (Alžir, Egipat, Italija, Libanon-Sirija, Libij, Palestina, Sardinija, Sicilia, Španjolska, Tunis).. 
U ovaj rod često se uključuju i vrste roda Catapodium, pa tako i sredozemna ljuljolika kao Desmazeria marina, po drugima sinonim za vrstu Catapodium marinum (L.) C.E.Hubb. (L.) Druce.

## Vrste
1. Desmazeria lorentii H.Scholz
2. Desmazeria philistaea (Boiss.) H.Scholz
3. Desmazeria pignattii Brullo & Pavone
4. Desmazeria sicula (Jacq.) Dumort.